# تیم ملی فوتبال زیر ۱۹ سال زنان ایران
تیم ملی فوتبال زیر ۱۹ سال زنان ایران نماینده فوتبال زنان ایران در مسابقات جهانی و بین‌المللی است. این تیم توسط فدراسیون فوتبال جمهوری اسلامی ایران اداره می‌شود.

## عملکرد

### جام جهانی
| جام جهانی    | جام جهانی        | جام جهانی | جام جهانی | جام جهانی | جام جهانی | جام جهانی | جام جهانی | جام جهانی |
| سال          | نتیجه            | رتبه‌بندی  | بازی      | برد       | مساوی     | باخت      | گل زده    | گل خورده  |
| ------------ | ---------------- | --------- | --------- | --------- | --------- | --------- | --------- | --------- |
| ۲۰۰۲ تا ۲۰۲۰ | عدم شرکت یا صعود | -         | -         | -         | -         | -         | -         | -         |
| ۲۰۲۲         |                  |           |           |           |           |           |           |           |
| جمع          | ۰/۷              | -         | -         | -         | -         | -         | -         | -         |

### جام ملتهای آسیا
| جام ملتهای آسیا | جام ملتهای آسیا  | جام ملتهای آسیا | جام ملتهای آسیا | جام ملتهای آسیا | جام ملتهای آسیا | جام ملتهای آسیا | جام ملتهای آسیا | جام ملتهای آسیا |
| سال             | رده              | بازی            | برد             | مساوی           | باخت            | گل زده          | گل خورده        |                 |
| --------------- | ---------------- | --------------- | --------------- | --------------- | --------------- | --------------- | --------------- | --------------- |
| ۲۰۰۲ تا ۲۰۱۳    | عدم شرکت یا صعود | -               | -               | -               | -               | -               | -               |                 |
| ۲۰۱۵ (En)       | مرحله گروهی      | ۳               | ۰               | ۰               | ۳               | ۱               | ۲۹              |                 |
| ۲۰۱۷ تا ۲۰۱۹    | عدم صعود         | -               | -               | -               | -               | -               | -               |                 |
| ۲۰۲۱            |                  |                 |                 |                 |                 |                 |                 |                 |
| جمع             | ۱/۱۰             | -               | -               | -               | -               | -               | -               |                 |

## ترکیب کنونی
اعضای تیم ملی در مرحله دوم انتخابی مسابقات قهرمانی زیر ۱۹ سال آسیا در ویتنام عبارت بودند از:
مرضیه فیضی، فاطمه شبان، گلنوش خسروی و زهرا غریب زاده از اصفهان، فاطمه مخدومی، سمیرا محمودپور از کردستان، سیده هانیه خداپرستی، فاطمه امیری از فارس، سیده مهدیه محمودی نیا از کهگیلویه و بویر احمد، مارال ترکمان از البرز، زهرا خدابخشی، کیمیا رحیمی نیا از مازندران، غزاله بنی طالبی از چهارمحال و بختیاری، ثنا صادقی از کرمانشاه، هلیا پیل تن از خراسان رضوی، زینب عباسپور از تهران، مریم سروری از کرمان، نگین زندی، رقیه جلال نسب از خوزستان، زهرا معصومی از گیلان، ویدا رعیت پرور، کیمیا رعیت پرور و ملیکا محمدی.